# Rajd Bułgarii 1996
Rajd Bułgarii 1996 (27. International Rally Zlatni) – 27. edycja rajdu samochodowego Rajd Bułgarii rozgrywanego w Bułgarii. Rozgrywany był od 11 do 12 maja 1996 roku. Była to dwunasta runda Rajdowych Mistrzostw Europy w roku 1996 (rajd miał najwyższy współczynnik – 20) oraz druga runda Rajdowych Mistrzostw Bułgarii. Składał się z 31 odcinków specjalnych.

## Klasyfikacja rajdu
| Miejsce                          | Kierowca                     | Pilot                        | Samochód                        | Czas                         | Strata                       |                              |
| Klasyfikacja generalna i ERC     | Klasyfikacja generalna i ERC | Klasyfikacja generalna i ERC | Klasyfikacja generalna i ERC    | Klasyfikacja generalna i ERC | Klasyfikacja generalna i ERC | Klasyfikacja generalna i ERC |
| -------------------------------- | ---------------------------- | ---------------------------- | ------------------------------- | ---------------------------- | ---------------------------- | ---------------------------- |
| 1.                               | Enrico Bertone               | Massimo Chiapponi            | Ford Escort RS Cosworth         | 3:33:36                      | 0.0                          |                              |
| 2.                               | Yves Loubet                  | Michal Koči                  | Ford Escort RS Cosworth         | 3:34:36                      | +1:00                        |                              |
| 3.                               | Kurt Göttlicher              | Josef Pointinger             | Ford Escort RS Cosworth         | 3:39:20                      | +5:44                        |                              |
| 4.                               | Georgi Petrow                | Ivan Tonev                   | Ford Escort RS Cosworth         | 3:42:48                      | +9:12                        |                              |
| 5.                               | Nejat Avci                   | Berker Sohtorık              | Renault Mégane Maxi             | 3:51:08                      | +17:32                       |                              |
| 6.                               | Constantin Aur               | Dumitru Boboescu             | Toyota Celica Turbo 4WD (ST185) | 3:53:23                      | +19:47                       |                              |
| 7.                               | Helmut Fortkort              | Jürgen Weber                 | Ford Escort RS Cosworth         | 3:56:59                      | +23:23                       |                              |
| 8.                               | Dimitar Georgiev             | Petar Petrov                 | Lada VAZ 21074                  | 4:16:30                      | +42:54                       |                              |
| 9.                               | Georgi Donchev               | Nikolay Monchev              | Ford Escort RS Cosworth         | 4:21:52                      | +48:16                       |                              |
| 10.                              | Miroslav Marinov             | Vasko Hristov                | Lada Samara 2108                | 4:26:02                      | +52:26                       |                              |
| Klasyfikacja mistrzostw Bułgarii |                              |                              |                                 |                              |                              |                              |
| 1.                               | Georgi Petrow                | Ivan Tonev                   | Ford Escort RS Cosworth         | 3:42:48                      | 0.00                         |                              |
| 2.                               | Dimitar Georgiev             | Petar Petrov                 | Lada VAZ 21074                  | 4:16:30                      | +33:42                       |                              |
| 3.                               | Georgi Donchev               | Nikolay Monchev              | Ford Escort RS Cosworth         | 4:21:52                      | +39:04                       |                              |
| 4.                               | Miroslav Marinov             | Vasko Hristov                | Lada Samara 2108                | 4:26:02                      | +43:14                       |                              |